# UMO-monument

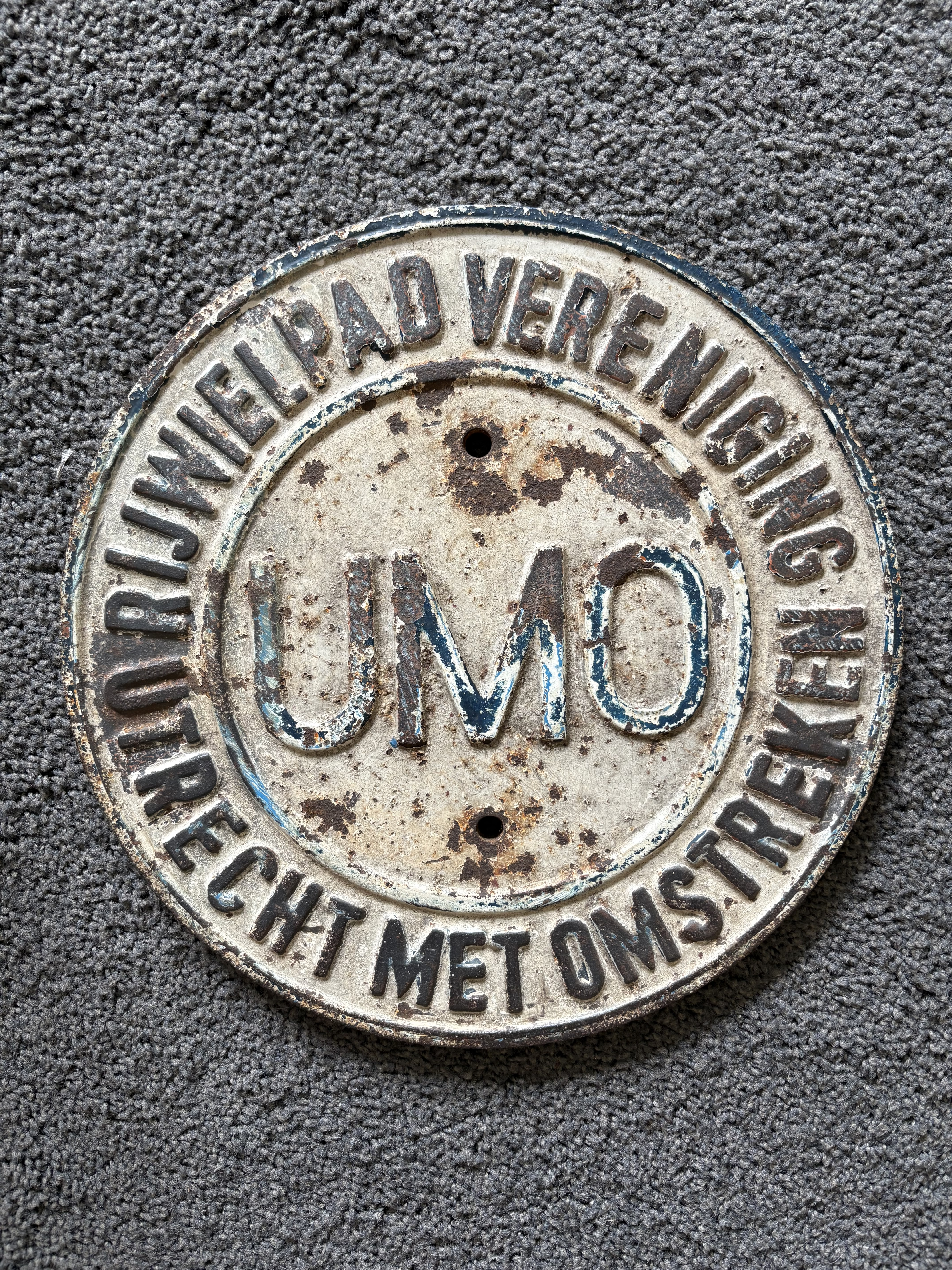
Een routebord langs een fietspad, rond 1925

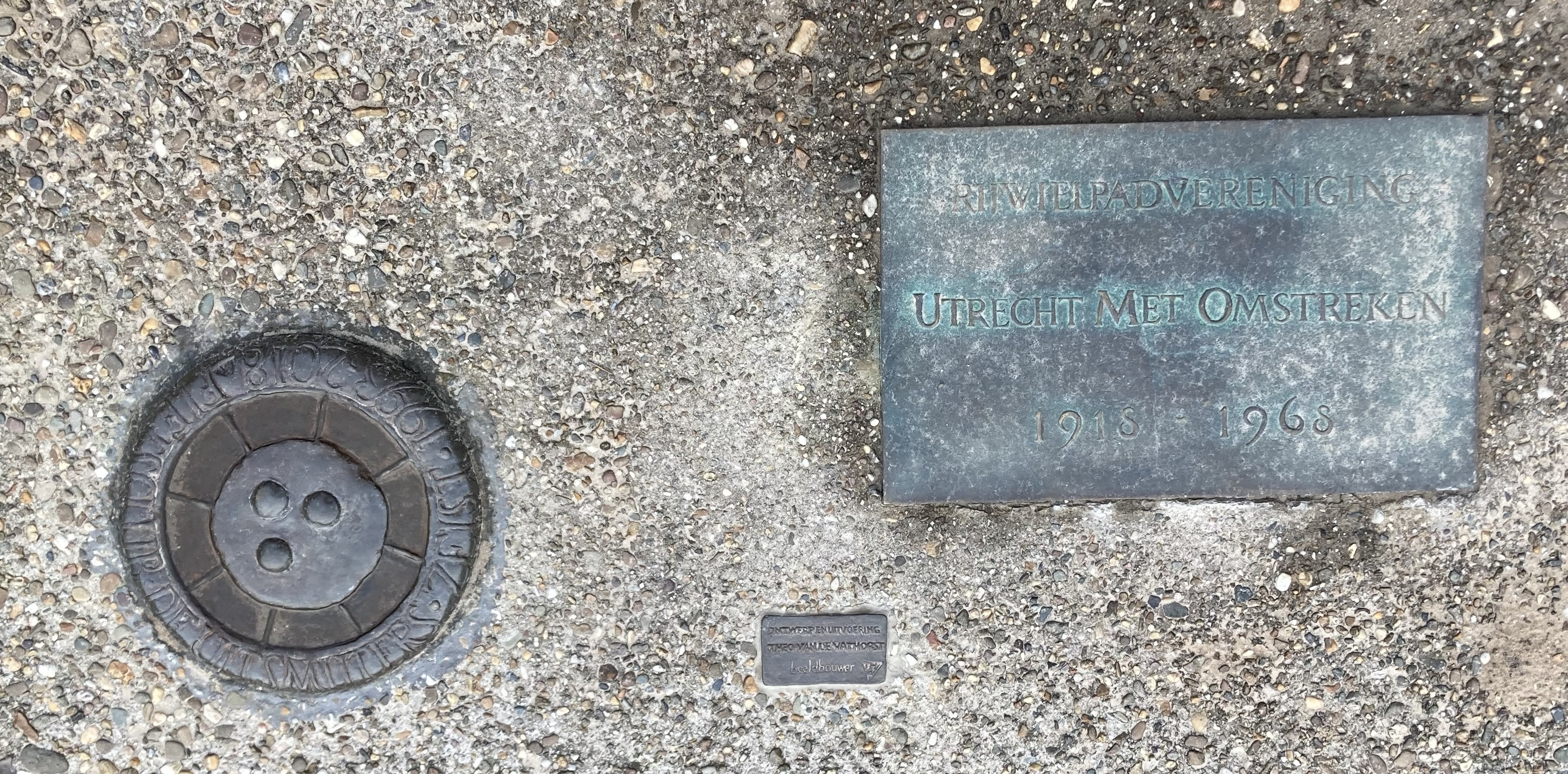
Plaquettes op het monument

Het UMO-monument is een gedenkteken van Rijwielpadvereniging UMO in de Zeister bossen tussen Soesterberg en Austerlitz in de Nederlandse provincie Utrecht. Het monument staat op de hoek van de Oude Woudenbergse Zandweg en de Oude Postweg, bij ANWB-paddenstoel 82 en fietsknooppunt 83. De kleine obelisk is een herinnering aan het vijftigjarig bestaan van rijwielpadvereniging Utrecht Met Omstreken (1918-1968). 
Rijwielpadverenigingen ontstonden begin 20e eeuw als particulier initiatief om recreatieve rijwielpaden aan te leggen. Aanleiding tot de oprichting van de UMO was dat de onverharde wegen door de bos- en heidegebieden rondom Zeist destijds voor fietsers erg onbegaanbaar waren.
Rijwielpadvereniging UMO werd in 1918 opgericht in opdracht van de provincie Utrecht op initiatief van J. Robertson uit Zeist en A.E. Redele, secretaris-ingenieur van de wegencommissie van de ANWB.
De onthulling vond plaats op 17 mei 1974, een dag voor de eerst gehouden jaarlijkse Landelijke Fietsdag.
De ANWB heeft in 1969 een bewegwijzerde UMO-fietsroute van 34 kilometer uitgepijld langs Doorn, Driebergen, Zeist, Austerlitz, Maarn en Maarsbergen uitgezet. Met de aanleg van rijwielpaden werd de hinder van voetgangers of autoverkeer verminderd en kon meer van de natuur worden genoten.

## Beschrijving
Het monument bestaat uit een stenen voet met daarop een mini-obelisk.
Op het monument staan drie reliëfs rondom de zuil en een aantal losse reliëfs.
Op de beide onderste reliëfs staan afbeeldingen uit de geschiedenis van het recreatieve fietsen afgebeeld. Van de eerste Dolle Mina's uit 1900 tot een gezin dat in 1974 meedeed aan de eerste landelijke fietsdag. Andere afbeeldingen zijn een bakfiets, een fietser met een lekke band, een draisine, een eenwieler en een tandem voor zes personen. Ook is er een afbeelding van een fietser die in een stoel tussen twee grote wielen hangt. Op de afgebeelde ANWB-paddenstoel staat de tekst Theo van de Vathorst FECIT 1972 (vervaardigd in 1972).
Een derde reliëf rondom de zuil bevindt zich vlak onder de top. 
Ook zijn twee plaquettes op het monument aangebracht. Op de ene plaquette staat de tekst Rijwielpadvereniging Utrecht Met Omstreken 1918 - 1968, op een andere de tekst Ontwerp en uitvoering Theo van de Vathorst beeldhouwer

## Toevoegingen
Op de obelisk is in 2018 een extra reliëf aangebracht ter herinnering aan het 15-jarig bestaan van de Zeister fietsclub 'De Uitsmijters'. Dit werd onthuld op 2 november 2018, de dag dat de UMO 100 jaar geleden was opgericht. Op de plaquette staat drie spiegeleieren afgebeeld op de spaken van een fiets. Het monument vormde vaak het eindpunt van hun fietstochten. Na afloop aten de leden vaak een uitsmijter in een restaurant aan de Slotlaan in Zeist. 
Korte tijd bevond zich een reliëf als herinnering aan het 15-jarig bestaan van hardloopclub De Bostijgers met de tekst 'Bostijgers.Zeist 1984-1999'. Toen kunstenaar Theo van de Vathorst hier bezwaar tegen maakte is deze toevoeging verwijderd.

## Vernielingen, diefstal en restauratie
Het monument staat in boswachterij Austerlitz, nogal ver van de bebouwing. In 2006 moest het vernielde monument voor de eerste keer worden gerestaureerd. In 2018 werd het monument gerestaureerd, de bedekking van de top is toen verwijderd. 
In 2021 bleken acht bronzen reliëfs te zijn verdwenen, als ook de bronzen rand vlak onder de top.
In 2023 zijn er nieuwe reliëfs geplaatst. De oorspronkelijke mallen maakten het mogelijk om de replica's te vervaardigen.

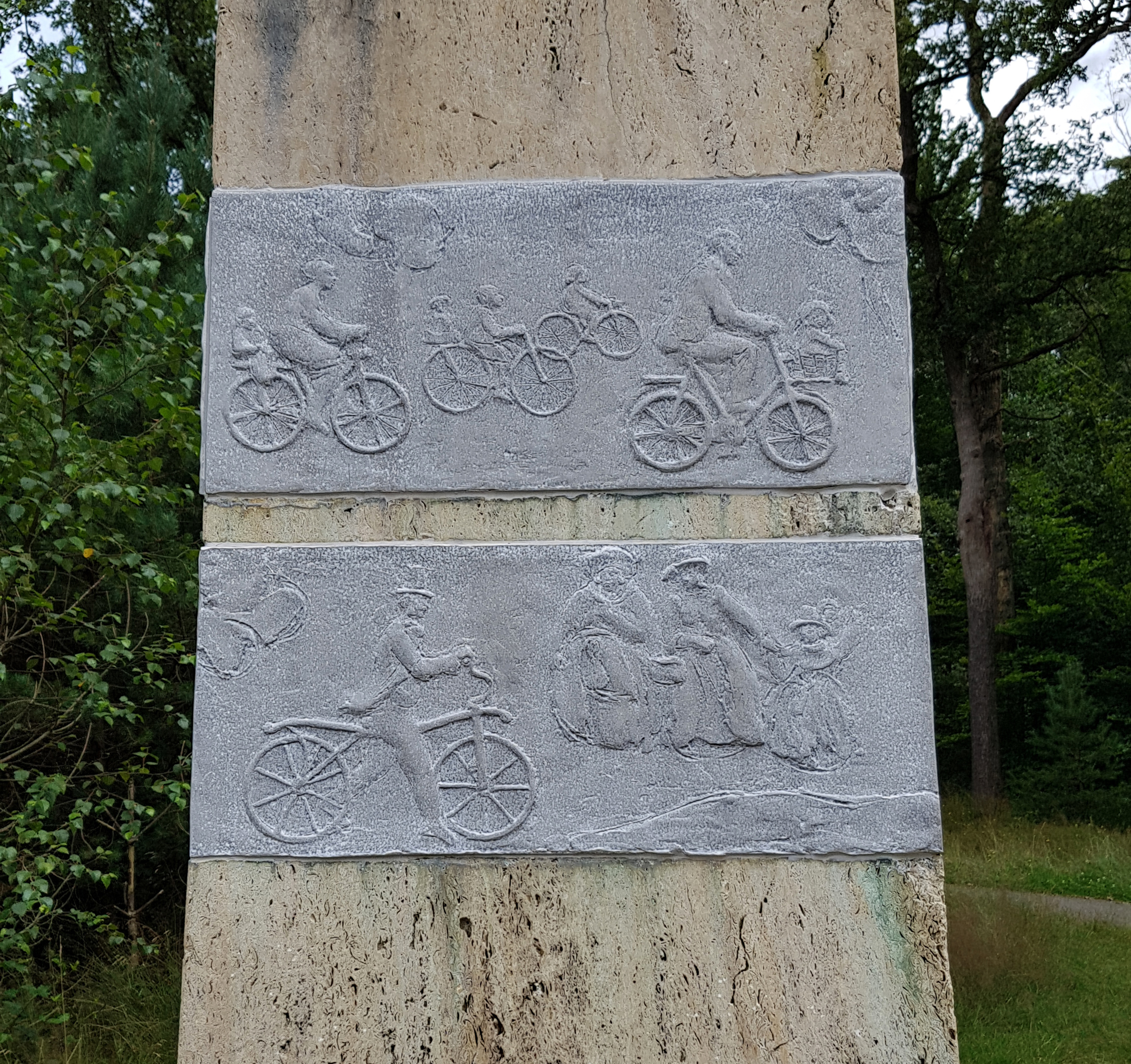
replica in 2024
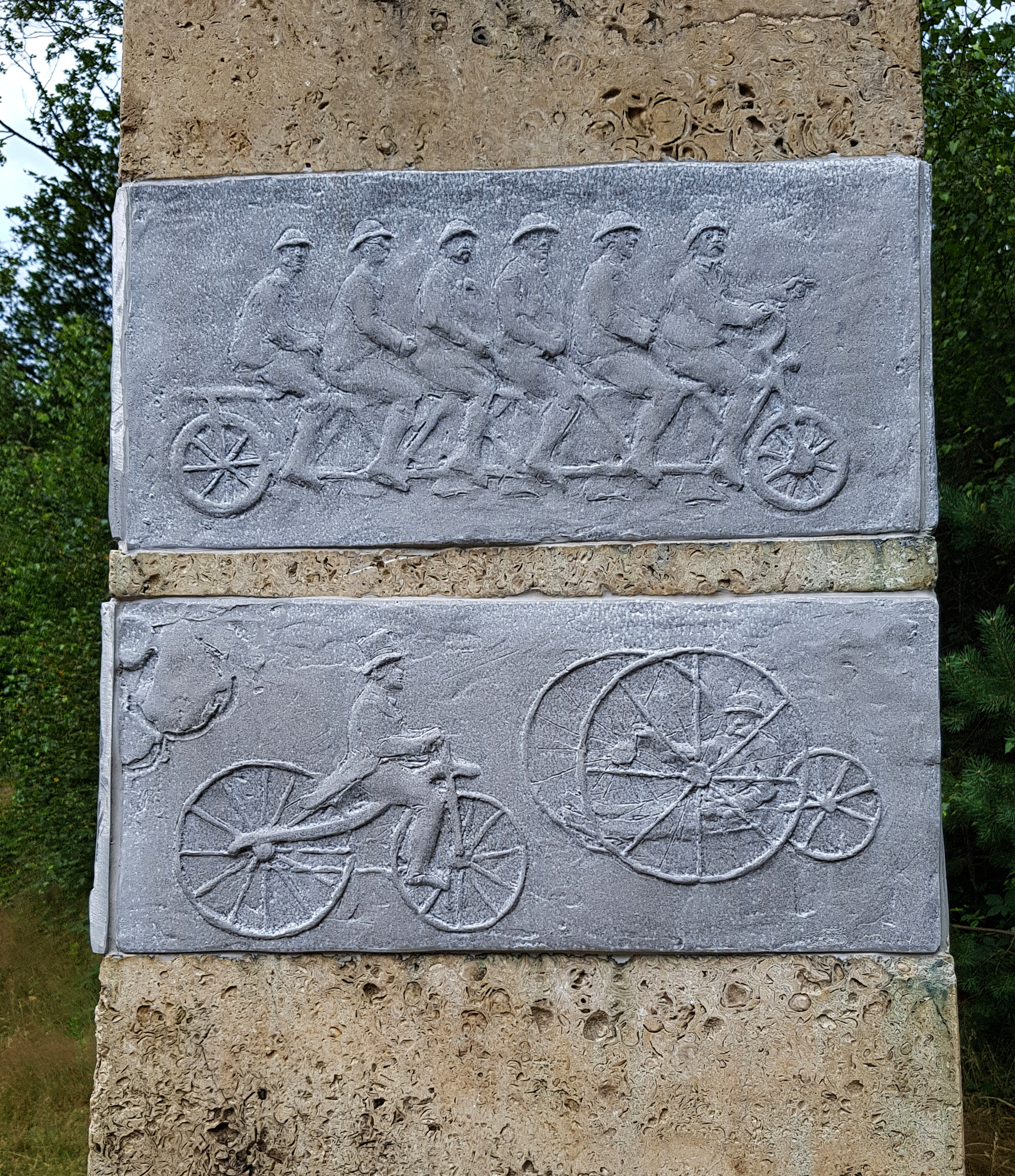
2024
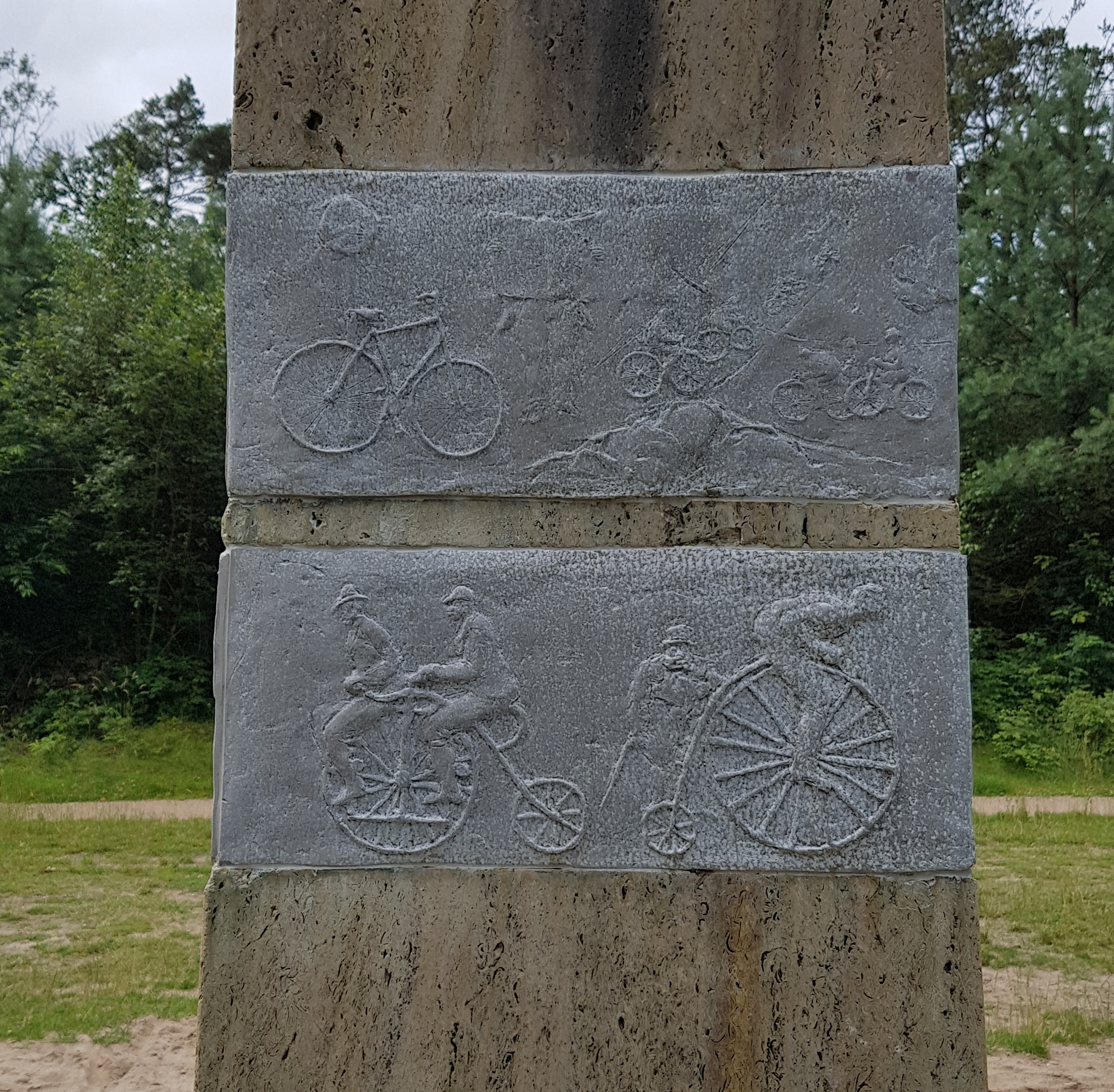
2024
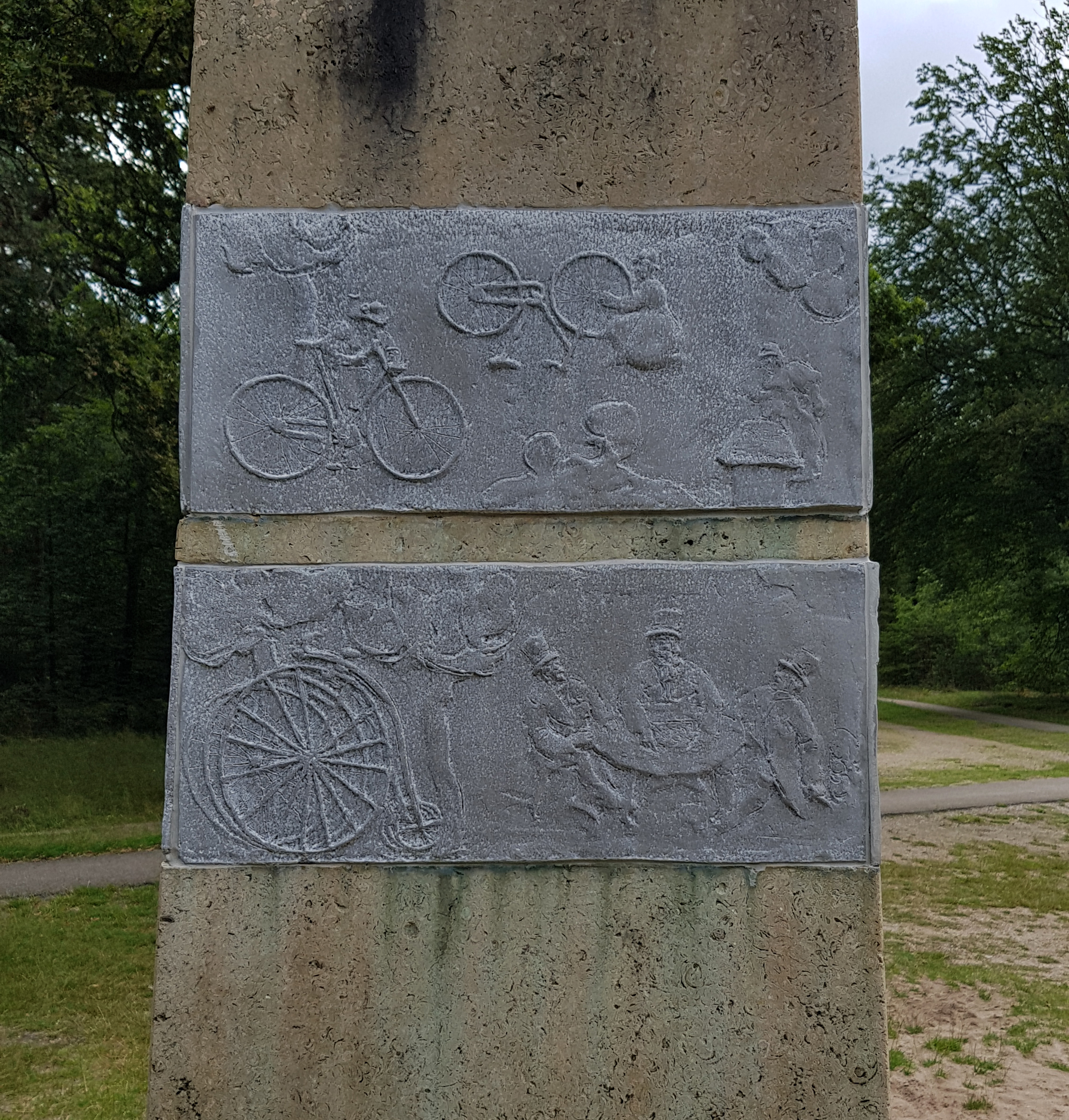
2024